# 祖国統一のための全民族大団結十大綱領
祖国統一のための全民族大団結十大綱領（そこくとういつ-ぜんみんぞくだんけつ じゅうだいこうりょう）は、1993年4月7日、朝鮮民主主義人民共和国（北朝鮮）の最高人民会議第9期第5回会議で採択された文書。同国祖国統一三大憲章の一つ。

## 概要

### 採択
1993年3月、北朝鮮は核拡散防止条約（NPT）脱退の意思を示していた。国際社会に波紋が広がる中、最高人民会議第9期第5回会議で、次のような綱領を採択した。

### その後
同年5月11日、国際連合安全保障理事会決議825が決議された。そして5月29日、北朝鮮はミサイル発射実験を行い、国際社会にさらなる衝撃を与えた。